# Pavilhão João Rocha
Pavilhão João Rocha är en idrottshall i Lissabon, Portugal, som invigdes den 21 juni 2017. Den är hemmahall för inomhussporter kopplade till idrottsföreningen Sporting Clube de Portugal (Sporting Lissabon). Hallen används för basket, futsal, handboll, rullskridskohockey och volleyboll.